# Heinrich Bebel

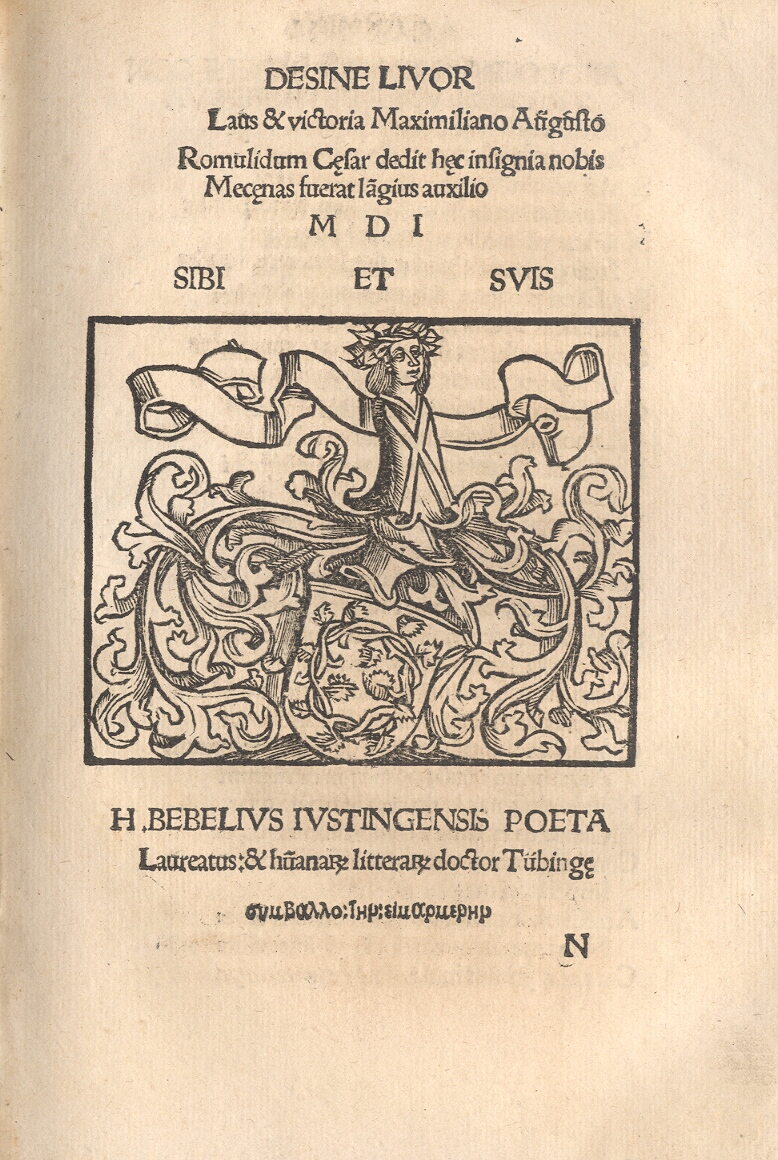
Portada de uno de sus poemas.

Heinrich Bebel, Bebelio (Ingstetten, Justingen, 1472 - Tübingen, 1518) humanista suabo.
Estudió en las universidades de Cracovia y Basilea y fue profesor de poesía y retórica de la Universidad de Tubinga. Fue amigo de Erasmo de Róterdam y fue laureado por sus poemas por Maximiliano I de Habsburgo.

## Obra
- Triumphus Veneris, souvent réimprimé, 1503
- Ars condendi carmina, 1506
- Facetiae (1506)
- Proverbia Germanica, 1508
- Opuscula, 1516.